# Лоуренс, Зури
Зури Лоуренс (англ. Zuri Lawrence); род. 22 июня 1970, Покипси, Нью-Йорк, США) — американский боксёр-профессионал, джорнимен, выступавший в тяжёлой весовой категории.
Имея в послужном списке победы над многими высокорейтинговыми боксёрами, ни разу не выигрывал бои нокаутом. Из 24 выигранных боёв Лоуренс во всех одержал победу по очкам.

## Профессиональная карьера
На профессиональном ринге Лоуренс дебютировал в июне 1994 года. И первый поединок свёл вничью с молодым американским боксёром, восемнадцатилетним, Морисом Харрисом (5-3-1).
В марте 1997 года победил нигерийца, Джоша Имардия (15-1).
В сентябре 1999 года, Зури победил американца, Дэррола Уилсона (22-4-2).
17 августа 2002 года нанёс первое поражение в карьере будущему чемпиону Европы, бронзовому призёру чемпионата мира 1999 года, итальянцу, Паоло Видоцу (11-0).
В октябре 2002 года проиграл нокаутом будущему двукратному претенденту на титул чемпиона мира, американцу Тони Томпсону (14-1).
В феврале 2003 года свёл вничью бой с известным американцем, будущим претендентом на титул чемпиона мира, Рэем Остином (17-3-1), а в ноябре 2003 года проиграл немцу, Тимо Хоффманну (28-3).
В апреле 2005 года проиграл нокаутом будущему чемпиону мира, Султану Ибрагимову (15-0).
21 октября 2005 года неожиданно победил трёкратного претендента на титул чемпиона мира, Джамиля Макклайна (32-5-3).
В 2006 году проиграл тяжёлым нокаутом в 6-м раунде будущему претенденту на титул чемпиона мира, Келвину Броку (21-0). Через год проиграл нокаутом Доминику Гуинну.
После поражений, в 2007 году выиграл три боя, а затем проиграл нокаутом бывшему чемпиону мира, Хасиму Рахману.
В августе 2008 года неожиданно победил по очкам поляка, будущего чемпиона Европы и претендента на титул чемпиона мира, Альберта Сосновского (41-1).
В сентябре 2009 года провёл последний поединок, в котором проиграл американцу чемпиону панамериканских игр, Джейсону Эстраде.